# Chiesa di San Leonardo (Pistoia)
La chiesa di San Leonardo si trovava a Pistoia.

## Storia e descrizione
La chiesa venne costruita grazie a una donazione ai canonici della cattedrale nel 1110. All'epoca si trovava fuori dalle mura, all'incrocio tra le attuali via Porta San Marco e via degli Argonauti. Un disegno del XVI secolo la mostra come di dimensioni medio-piccole, dotata di canonica, campanile e una tettoia sulla facciate e sul lato. La facciata era decorata da un rosone, un portale con arco bicromo (nella cui lunetta si trovavano una Madonna col Bambino e santi) e un grande affresco sulla sinistra rappresentante San Cristoforo, nell'atto di attraversare le acque con il Cristo in spalla.
La parrocchia, sebbene abbastanza popolosa, venne soppressa dal vescovo Scipione de' Ricci nel 1784. In seguito ebbe varie destinazioni, compresa quella di macello pubblico, e all'inizio del Novecento venne ceduta a privati che vi costruirono nuovi edifici, rendendo impossibile distinguere la linee dell'edificio di culto nella cortina muraria moderna.